# Il grande slam della morte
Il grande slam della morte (Moonraker) è il terzo romanzo dello scrittore britannico Ian Fleming, il terzo con protagonista James Bond.
In quest'avventura "anomala" 007 non si muove dall'Inghilterra, nonostante sia un agente dell'MI6 e quindi dei servizi segreti esteri. L'intera vicenda si svolge tra Londra e il Kent. L'arco temporale comprende circa una settimana, da lunedì a venerdì. Il romanzo è diviso in tre parti.
Il romanzo è stato successivamente ripubblicato in edizione italiana con il titolo originale di Moonraker.

## Trama
Prima parte: lunedì
Bond viene assoldato ufficiosamente da M per risolvere un mistero al circolo esclusivo Blades. Pare infatti che il noto milionario, magnate e filantropo Hugo Drax bari giocando a carte. M non ha intenzione di smascherare Drax, perché egli è ammiratissimo dagli inglesi per il suo impegno nella costruzione del Moonraker, un razzo teleguidato atto ad ammonire chiunque tenti di attaccare l'Inghilterra.
Bond dunque viene invitato come ospite di M al Blades per sfidare il filantropo in una partita a quattro. 007 scopre il trucco di Drax, che usa il suo portasigarette d'argento come specchietto quando dà le carte, bara egli stesso e vince ben 15.000 sterline.
Seconda parte: martedì, mercoledì
Il mattino dopo Bond è convocato da M. Durante la serata al Blades il maggiore Tallon, responsabile della sicurezza del Moonraker, è stato ucciso da Egon Bartsch, operaio tedesco di Drax. Bartsch, dopo l'omicidio e prima di suicidarsi, esegue il saluto nazista in onore di Adolf Hitler. M annuncia a Bond che è stato incaricato di sostituire Tallon. Avrà come contatto Gala Brand, agente della squadra speciale di Scotland Yard, assunta da Drax come segretaria.
Bond si documenta su che tipo di razzo stiano costruendo e fa conoscenza dell'infido Willy Krebs e del freddo Dr. Walter, collaboratori di Drax. Questi ha intenzione di compiere un lancio sperimentale per venerdì e vuole che tutto fili liscio: ordina a Bond di evitare altri incidenti, come l'omicidio di Tallon, e di scoprire la presenza di un eventuale sabotatore. Bond sorprende Krebs a curiosare in camera sua e, dopo averlo picchiato, lo denuncia a Drax.
Il mattino qualcuno fa crollare addosso a Bond e Gala un pezzo di scogliera: i due si salvano per un soffio.
Parte terza: giovedì, venerdì
Bond e Gala scoprono che il vero piano di Drax è distruggere Londra. Drax è un nazionalsocialista tedesco che vuole vendicarsi dell'Inghilterra e, con la scusa del lancio di prova, vuole dirigere il Moonraker, dotato di una testata nucleare, a cento metri da Buckingham Palace.
007 e Gala Brand, benché prigionieri di Drax, riescono a sabotare il lancio. Il razzo finisce nel punto in cui Drax si era rifugiato: in mare, a bordo di un sottomarino sovietico. I servizi segreti, a operazione conclusa, insabbiano tutto, parlando di un tragico incidente. Bond è spedito in vacanza e Gala annuncia il suo matrimonio imminente. Le loro strade non si incroceranno più.

## Personaggi
- James Bond, agente segreto britannico
- Gala Brand, Bond girl, agente della squadra speciale di Scotland Yard, infiltrata come segretaria di Drax e contatto di Bond
- Hugo Drax, antagonista di Bond, nazista tedesco che vuole vendicarsi dell'Inghilterra sotto la copertura di magnate e filantropo
- M, direttore dei servizi segreti britannici. Personaggio ricorrente nella serie
- Willy Krebs, collaboratore di Drax
- Dr. Walter, collaboratore di Drax
- Maggiore Tallon, responsabile della sicurezza del Moonraker
- Egon Bartsch, operaio tedesco e killer al soldo di Drax

## Opere derivate
Nel 1979 è stato presentato Il film Moonraker - Operazione spazio, regia di Lewis Gilbert; pur trattandosi di una libera interpretazione, l'autore Ian Fleming è accreditato come autore del soggetto

## Edizioni
- Ian Fleming, Il grande slam della morte, traduzione di Roselia Irti Rossi, Garzanti editore, 1965.
- Ian Fleming, Il grande slam della morte, Ugo Guanda editore, 2005.
- Ian Fleming, Moonraker, a cura di Matteo Codignola, traduzione di Massimo Bocchiola, Adelphi Edizioni, 2013.